# Austrian Economics Newsletter
Austrian Economics Newsletter fue un boletín que fue publicado trimestralmente por el Instituto Ludwig von Mises hasta el invierno boreal de 2003. Fue establecido en el otoño boreal de 1977 y publicado por el Center for Libertarian Studies, pero se trasladó al Instituto Mises en 1984. El boletín cubría la economía desde una perspectiva austriaca: "Cada número destaca los escritos y la investigación de un académico o periodista financiero que trabaja dentro de la tradición de la escuela austriaca".